# Presliophytum arequipensis
Presliophytum arequipensis är en brännreveväxtart som beskrevs av Weigend. Presliophytum arequipensis ingår i släktet Presliophytum och familjen brännreveväxter. Inga underarter finns listade i Catalogue of Life.